# دوسوونگتسه
دوسوونگتسه (به لهستانی:  Dosłońce) یک روستا در لهستان است که در گمینا راتسواویتسه واقع شده‌است. دوسوونگتسه ۸۰ نفر جمعیت دارد.